# Sterling Morrison
Sterling Morrison (29. srpna 1942 East Meadow, New York, USA – 30. srpna 1995 Poughkeepsie, New York, USA) byl americký hudebník, člen skupiny The Velvet Underground. Se skupinou nahrál čtyři studiová alba, skladby z nich později vyšly na řadě kompilací pod jménem skupiny. Po odchodu ze skupiny se přestal věnovat hudbě a začal se věnovat studiím a následně začal pracovat jako kapitán lodi.
V devadesátých letech doprovázel Maureen Tuckerovou, rovněž bývalou členku Velvet Underground, na jejích sólových koncertech. V roce 1993 se zúčastnil evropského turné skupiny The Velvet Underground, z něhož později vyšlo koncertní album Live MCMXCIII. Poté, co i Tuckerová vydala několik sólových alb, zůstal Morrison jediným členem skupiny, který žádné nevydal.
Plánoval napsat autobiografii, k čemuž však nedošlo. Zemřel v srpnu 1995, jeden den po svých 53. narozeninách, na non-Hodgkinův lymfom.

## Životopis

### Dětství (1942–1965)
Sterling Morrison se narodil 29. srpna 1942 v East Meadow v New Yorku jako Holmes Sterling Morrison, Jr. Vyrůstal se svou matkou Anne Hardern a nevlastním otcem Williamem. Jeho vlastní otec se s jeho matkou rozvedl brzy po jeho narození. Měl celkem pět mladších sourozenců, bratry Williama a Roberta a sestry Dorothy, Kathleen a Marjorii. Ve svých sedmi letech se začal učit hrát na trubku, na kterou se učil až do dvanácti let, kdy přešel ke kytaře. Když mu bylo sedmnáct let, poprvé se setkal se svou pozdější manželkou Marthou Dargan.
Ačkoliv on sám nebyl zapsán na Syracuse University, docházel tam na přednášky. Právě zde se seznámil s Lou Reedem. Školu rovněž navštěvoval Jim Tucker, bratr bubenice Maureen Tuckerové, se kterým se Morrison znal již dříve. Před zahájením studia na Syracuse krátce studoval ještě na Illinoiské universitě a na City College of New York. Z obou ovšem téměř vzápětí odešel. Když Morrison studia ukončil, přestal se s Reedem vídat a znovu se setkali až v roce 1965. Právě s Reedem v tomto roce, spolu s Johnem Calem a Angusem MacLisem, založili skupinu The Velvet Underground.

### The Velvet Underground (1965–1971)
Ve skupině působil hlavně jako kytarista; když však Cale hrál na klávesy nebo violu a nemohl hrát na baskytaru, hrál na ni právě Morrison. Na baskytaru hrál například ve studiových verzích skladeb „Sunday Morning“ nebo „Lady Godiva's Operation“. V roce 1967 skupina vydala své první album nazvané The Velvet Underground & Nico. V některých skladbách hrál na kytaru, někde na baskytaru, ale zpíval i doprovodné vokály. Na druhém albu skupiny nazvaném White Light/White Heat hraje rovněž na kytaru i baskytaru a je autorem zvukových efektů ve skladbě „Lady Godiva's Operation“. Na prvním albu je spoluautorem pouze jedné skladby „European Son“, na druhém pak již třech skladbeb – „The Gift“, „Here She Comes Now“ a „Sister Ray“. Spolu s ostatními členy skupiny vystoupil ve filmu The Velvet Underground and Nico: A Symphony of Sound.
Po odchodu Johna Calea ze skupiny zůstal Morrison pouze u kytary. Oba kytaristé, Reed i Morrison, hráli sólové kytary; neexistovalo, že by byla rytmická a sólová. Ještě když hrál se skupinou Cale, celá kapela (kromě Tuckerové) se podílela na debutovém albu zpěvačky Nico nazvaném Chelsea Girl. Morrison hrál na kytaru ve dvou skladbách a je spoluautorem skladby „Chelsea Girls“. V roce 1969 skupina vydala třetí album nazvané The Velvet Underground. Morrison zde hraje pouze na kytaru, baskytary se totiž ujal Doug Yule. Autorsky se na albu nepodílel na žádné skladbě, ve skladbě „The Murder Mystery“ se však představil i jako zpěvák. V následujícím roce se podílel ještě na albu Loaded, kde hraje pouze na kytaru a je spoluautorem skladby „Ride into the Sun“.
Spolu s Johnem Calem rovněž nahrál několik avantgardních skladeb, které v roce 2001 vyšly na albu Inside the Dream Syndicate, Vol.III: Stainless Gamelan.

### Období po The Velvet Underground (1971–1990)

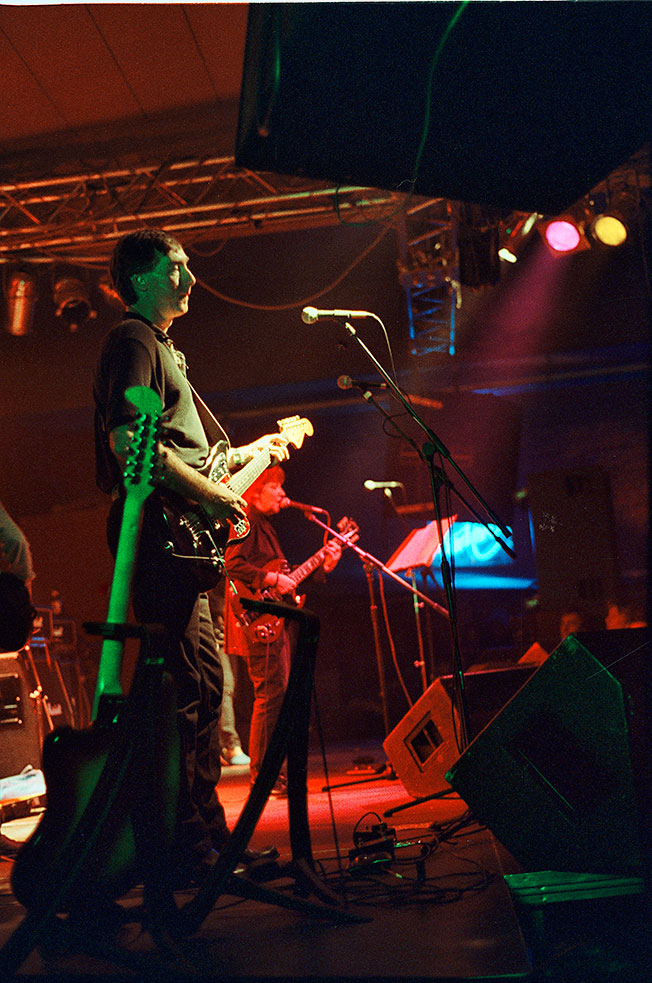
Sterling Morrison s Maureen Tuckerovou v pozadí v roce 1992

Když skupinu opustil i Reed, Morrison se chopil příležitosti dokončit studium na City College of New York. V srpnu 1971 skupinu na letišti v Houstonu opustil i Morrison. Zbytek skupiny pak pokračoval do roku 1973, kdy se kapela se rozpadla. V roce 1971 zahájil Morrison postgraduální studium na Texaské universitě v Austinu, kde ještě před dokončením studií začal pracovat jako asistent. Titul Ph.D. z oboru středověké literatury získal až v roce 1986. Koncem roku 1971 se oženil se svou dlouholetou přítelkyní Marthou.
V polovině sedmdesátých let si Morrison přivydělával na palubě remorkéru a později získal i kapitánský průkaz. Tuto práci vykonával během velké části osmdesátých let. Po odchodu z Velvet Underground Morrison značně omezil hudební kariéru. Občas hrál pro několik lidí nebo i s několika občasnými kapelami, mezi něž patřila například The Bizarros. Skupina hrála pouze o víkendech v různých motorestech.

### Obnovení The Velvet Underground (1990–1995)
V červnu 1990 byla skupina The Velvet Underground obnovena v klasické sestavě, avšak pouze pro jeden benefiční koncert pro nadaci Cartier Fondation ve Francii. Původně zde měli hrát jen Reed s Calem, kteří zde odehráli několik skladeb ze svého společného alba Songs for Drella. Ke konci koncertu se k nim improvizovaně připojili Morrison i Tuckerová, kteří sem byli rovněž pozváni. Protože zde neměl vlastní kytaru, hrál na vypůjčenou od kytaristy skupiny Půlnoc, která zde také hrála, Jiřího Křivky.
Od počátku devadesátých let byl členem koncertní sestavy bubenice Tuckerové. Účastnil se nahrávání dvou jejích studiových albech – I Spent a Week There the Other Night (1991) a Dogs Under Stress (1994). V prosinci 1992 spolu s Reedem vystoupil Morrison na sólovém koncertě Johna Calea. V roce 1993 hrál na kytaru ve skladbě „Buddhists on Fire“ na albu Roller Coaster skupiny Shotgun Rationale.
Řádný reunion Velvet Underground proběhl až v roce 1993, kdy skupina pohromadě odehrála celé evropské turné. Několik koncertů bylo nahráno a později i vydáno na koncertním albu Live MCMXCIII. Původně se plánovalo i americké turné, plány však brzy zkrachovaly. Skupina se opět rozpadla a Morrison tak v roce 1994 odehrál turné znovu jen s Tuckerovou. Ve stejném roce hrál na kytaru ve skladbách „Friendly Advice“ a „Great Jones Street“ z alba Bewitched skupiny Luna.
V únoru 1994 hrál na kytaru v cyklu „The New Wave“ na koncertě orchestru Hudson Valley Philharmonic Chamber Orchestra. Ještě před svou smrtí se podílel na skladbě „People Who Died“ z Caleova alba Antártida. Rovněž se účastnil koncertní premiéry jeho alba Eat/Kiss: Music for the Films by Andy Warhol; na jeho finální verzi ale nehrál. Koncem roku 1994 byl Morrisonovi diagnostikován non-Hodgkinův lymfom, kvůli kterému byl v lednu 1995 upoután na invalidní vozík a na který, jeden den po svých třiapadesátých narozeninách, 30. srpna 1995 v Poughkeepsie zemřel.

## Pocty
Část textu písně „Tugboat“ skupiny Galaxie 500 je mířen právě na Morrisona. Skladbu se stejným názvem rovněž napsal Alejandro Escovedo a věnoval ji Morrisonovi. Tuckerová mu věnovala své EP nazvané GRL-GRUP.
V roce 2000 se v multikulturním centru Austin Convention Center konala akce nazvaná The Velvet Underdog Panel. Účastnili se jí hudebníci Bill Bentley, John Cale, Mary Hattman a profesor Joe Kruppa, kteří zde diskutovali o jeho životě za přítomnosti publika.
V březnu 2001 byl při udílení cen Austin Music Awards na festivalu South by Southwest uspořádán program k jeho poctě. John Cale zde zahrál skladbu „Some Friends“ a Alejandro Escovedo předvedl „Tugboat“.
V lednu 1996 byl posmrtně uveden do Rock and Roll Hall of Fame jako člen skupiny The Velvet Underground. Přeživší členové klasické sestavy (Reed, Cale a Tucker) při této příležitosti zahráli novou skladbu „Last Night I Said Goodbye to My Friend“, kterou věnovali zesnulému Morrisonovi. Sošku zde za Morrisona převzala jeho manželka Martha. Skladba „Finish Line“ z Reedova sólového alba Set the Twilight Reelinght je věnována Morrisonovi, stejně jako „Some Friends“ z Caleova sólového alba Walking on Locusts. Věnována mu rovněž byla Caleova autobiografická kniha nazvaná What's Welsh for Zen. Maureen Tuckerová mu věnovala své album GRL-GRUP.
Ve filmu Warholka z roku 2006 jej ztvárnil Michael Stephens.
Měl dvě děti, dceru Mary Anne (* 1975) a syna Thomase (* 1985).